# Ilhas Virgens Americanas nos Jogos Paralímpicos
As Ilhas Virgens Americanas participaram pela primeira vez dos Jogos Paralímpicos em 2012, outrossim, as Ilhas Virgens Americanas nunca participaram das edições dos Jogos Paralímpicos de Inverno.